# L'Inconnu d'un soir
L'Inconnu d'un soir è un film del 1949 diretto da Hervé Bromberger e Max Neufeld.
Debutto cinematografico di Nadia Gray.
La sceneggiatura è stata ispirata dalla vera storia d'amore del re Manuele II del Portogallo e dell'attrice francese Gaby Deslys negli anni '20.

## Trama
Edith è una giovane orfana che, sogna di diventare una star. Un giorno l'Orient Express, che non ferma mai alla stazioncina di fronte al bar in cui lavora, a causa di un incidente tecnico si ferma proprio li e così incontra un gruppo di ballerini, ai quali si unisce per andare a Vienna.